# А сега накъде?
„А сега накъде?“ е български игрален филм (драма) от 1988 година на режисьора Рангел Вълчанов, по сценарий на Георги Данаилов и Рангел Вълчанов. Оператор е Радослав Спасов. Музиката във филма е композирана от Кирил Дончев.
Сюжетът разказва за кандидат студенти в театрална академия, която е базирана на ВИТИЗ.

## Състав

### Актьорски състав
| Изпълнител                             | Роля                    |
| -------------------------------------- | ----------------------- |
| Албена Ставрева                        | Момичето Краси с белега |
| Ани Вълчанова                          | Света                   |
| Антоанета Станчева                     | Нина                    |
| Георги Енчев                           | Монтьорът               |
| Георги Стайков                         | Иван                    |
| Генади Николов                         | Здравенякът             |
| Михаил Билалов                         | Софийското копеле       |
| Михаил Витанов                         | Тромпетистът            |
| Николай Ишков                          | Стоян                   |
| Николай Урумов                         | Малин от Павликени      |
| Огнян Купенов                          | Пропадналият тенисист   |
| Петър Попйорданов                      | Димо                    |
| Дарина Павлова (като Дарина Георгиева) | Манекенката             |
| Димитър Горанов                        | Бледият                 |
| Елена Арсова                           | Тони                    |
| Красимира Митева                       | Бременната              |
| Константин Трендафилов                 | Бунтарят                |
| Илиана Дойчинова                       | Паузата                 |
| Мариана Миланова                       | Момичето с окото        |
| Робин Кафалиев                         |                         |
| Светозар Кокаланов                     |                         |
| Стефка Йорданова                       | Певицата                |
| Стефан Петков                          |                         |
| Теодора Войнова                        | Лили                    |
| Теодор Елмазов                         | Дългуна                 |
| Цветана Мирчева                        | Ани                     |

### Творчески и технически екип
| Режисьор                                        | Рангел Вълчанов                                                                                       |
| Сценарий                                        | Георги Данаилов Рангел Вълчанов                                                                       |
| Оператор                                        | Радослав Спасов                                                                                       |
| Художник                                        | Ирина Стойчева                                                                                        |
| Музика                                          | Кирил Дончев                                                                                          |
| Звукорежисьор                                   | Иван Венцеславов                                                                                      |
| Костюми                                         | Боряна Семерджиева                                                                                    |
| Монтаж                                          | Йорданка Бъчварова                                                                                    |
| Редактор                                        | Правда Кирова                                                                                         |
| Директор                                        | Димитър Гологанов                                                                                     |
| Втори режисьор                                  | Румяна Рунева                                                                                         |
| Асистент-режисьори                              | Дамян Петров Огнян Купенов Красимир Крумов Николай Овчаров Боричак Ситпасонг                          |
| Втори оператор                                  | Владимир Станков                                                                                      |
| Асистент-оператори                              | Иван Тонев Христо Александров Антон Наков Румен Дертлиев                                              |
| Асистенти по звука                              | Мартин Захариев Валентин Кирилов Пламен Рашков                                                        |
| Асистенти по монтажа                            | Мария Кацева Мария Джидрова                                                                           |
| Втори художник                                  | Соня Деспотова                                                                                        |
| Скриптър                                        | Нина Кирова                                                                                           |
| Клапка                                          | Цветана Лазарова                                                                                      |
| Грим                                            | Маргарита Михайлова Олга Василева Виолета Лазарова                                                    |
| Гардероб                                        | Марена Михайлова Весела Лазарова                                                                      |
| Реквизит                                        | Ренета Христова Евгений Иванов                                                                        |
| Фотограф                                        | Станка Влахова                                                                                        |
| Фарт                                            | Йордан Димитров Димитър Николов                                                                       |
| Осветление                                      | Васил Каменов Едуард Тошев Евстати Просийски Йордан Мутафов Георги Михайлов Стефан Попов              |
| Цветен четец                                    | Евгения Якимова                                                                                       |
| Организатори                                    | Видьо Пенев Тома Шивачев Румен Христов Мария Морозова                                                 |
| Консултант по озвучаване система „Долби Стерео“ | Рей Гилън                                                                                             |
| Тон инженер                                     | Александър Бъчваров                                                                                   |
| Distributed by                                  | Българска кинематография Студия за игрални филми „БОЯНА“ Творчески колектив „АЛФА“ /Copyright © 1988/ |

## Награди
- „Специалната награда“, (Варна, 1988).
- „Награда на критиката“, (Варна, 1988).
- „Наградата на УНИАТЕК“, (Карлови Вари, Чехословакия, 1988).
- „Наградата на СИДАЛК“, (Карлови Вари, Чехословакия, 1988).